# Un'altra storia
Pour plus de détails, voir Fiche technique et Distribution.
Un'altra storia est un film italien de Marco Battaglia, Gianluca Donati, Laura Schimmenti et Andrea Zulini.
Il a reçu le prix du jury 2006 au festival du film de Turin.

## Synopsis
Ce documentaire montre le difficile parcours électoral de Rita Borsellino, la sœur du juge Paolo Borsellino, assassiné par la mafia en 1992, peu de temps après le juge Giovanni Falcone.

## Fiche technique
- Titre : Un'altra storia
- Réalisation : Marco Battaglia, Gianluca Donati, Laura Schimmenti, Andrea Zulini
- Photographie : Christian Alberini, Marco Battaglia, Gianluca Donati, Laura Schimmenti et Andrea Zulini
- Montage : Marco Battaglia, Gianluca Donati, Laura Schimmenti et Andrea Zulini
- Production : Chiara Scardamaglia
- Société de production : Playmaker
- Pays :  Italie
- Genre : Documentaire
- Durée : 90 minutes
- Dates de sortie : 
  -  Italie : 2006